# Dasyhelea bicrenata
Dasyhelea bicrenata är en tvåvingeart som beskrevs av Jean-Jacques Kieffer 1923. Dasyhelea bicrenata ingår i släktet Dasyhelea och familjen svidknott. Inga underarter finns listade i Catalogue of Life.